# Aborichthys
Aborichthys is een geslacht van straalvinnige vissen uit de familie van de bermpjes (Nemacheilidae).

## Soorten
- Aborichthys cataracta (Arunachalam, Raja, Malaiammal & Mayden, 2014)[2]
- Aborichthys elongatus (Hora, 1921)
- Aborichthys garoensis (Hora, 1925
  - Aborichthys goaensis , Hora, 1925
- Aborichthys kempi (Chaudhuri, 1913)
- Aborichthys rosammai (Sen, 2009)
- Aborichthys tikaderi (Barman, 1985)
- Aborichthys verticauda (Arunachalam, Raja, Malaiammal & Mayden, 2014)[2]
- Aborichthys waikhomi (Kosygin, 2012)[3]